# Coccidiasina
Coccidiasina é uma sub-classe de protistas apicomplexos. Os coccídeos são geralmente parasitas intestinais, que tem como hospedeiro aves, bovinos, ovinos, caprinos, suínos, equinos e coelhos.
Se localizam nas células epiteliais do intestino, e duas espécies no rim e fígado. Seu ciclo reprodutivo divide-se em três fases: esporulação; infecção e esquizogonia; gametogonia e formação de oocisto.

## Taxonomia
Sub-ordens, famílias e alguns géneros.
- Sub-ordem Adeleorina
  - Família Adeleidae
  - Família Dactylosomatidae
  - Família Haemogregarinidae
  - Família Hepatozoidae
    - Hepatozoon

  - Família Karyolysidae
  - Família Klossiellidae
  - Família Legerellidae

- Sub-ordem Eimeriorina
  - Família Aggregatidae
    - Aggregata
    - Merocystis
    - Selysina

  - Família Calyptosporiidae
    - Calyptospora

  - Família Cryptosporidiidae
    - Cryptosporidium

  - Família Eimeriidae
    - Atoxoplasma
    - Barrouxia
    - Caryospora
    - Caryotropha
    - Cyclospora
    - Diaspora
    - Dorisa
    - Dorisiella
    - Eimeria
    - Grasseella
    - Isospora
    - Mantonella
    - Ovivora
    - Pfeifferinella
    - Pseudoklossia
    - Tyzzeria
    - Wenyonella

  - Família Elleipsisomatidae
    - Elleipsisoma

  - Família Lankesterellidae
    - Lankesterella
    - Schellackia

  - Família Sarcocystidae
    - Frenkelia
    - Sarcocystis
    - Besnoitia
    - Hammondia
    - Neospora
    - Toxoplasma

  - Família Selenococcidiidae
    - Selenococcidium

  - Família Spirocystidae
    - Spirocystis